# Teahinka, Berîslav
Teahinka (în ucraineană Тягінка) este o comună în raionul Berîslav, regiunea Herson, Ucraina, formată numai din satul de reședință.

## Demografie
Componența lingvistică a comunei Teahinka
     Ucraineană (91,24%)
     Rusă (8,42%)
     Alte limbi (0,2%)
Conform recensământului din 2001, majoritatea populației comunei Teahinka era vorbitoare de ucraineană (91,24%), existând în minoritate și vorbitori de rusă (8,42%).